# Jusèp Boya Busquet
Jusèp Boya i Busquet (Lés, Valle de Arán, 1960) es historiador, museólogo y político español. Antiguo director del Museo de Historia de Cataluña, desde 2016 es director general de Archivos, Bibliotecas, Museos y Patrimonio de la Generalidad de Cataluña.

## Biografía

### Familia
Es hijo de Maria Pilar Busquets, defensora de la cultura y la identidad aranesas, y hermano de Mireia Boya, diputada del Parlamento de Cataluña por la CUP desde 2016.

### Preparación académica
Licenciado en Geografía e Historia en la especialidad de Historia Medieval por la Universidad de Barcelona, cursó estudios de museología y conservación y de gestión del patrimonio cultural en la Universidad de Montreal (Canadá).

### Trayectoria profesional
Antes de dirigir el Museo de Historia de Cataluña ocupó el cargo de jefe del Servicio de Museos y de Protección de Bienes Muebles del departamento de Cultura. El 18 de julio de 2017 se convierte en el director de la Agencia Catalana del Patrimonio Cultural. Hasta ahora, esta agencia estaba dirigida por el escritor y poeta Àlex Susanna, que ocupaba el cargo desde marzo de 2016.
Es miembro del cuerpo de conservadores de museos de la Generalidad de Cataluña desde el año 1988 y ha sido director del Museo del Valle de Arán entre los años 1986 y 1990, ninguno del área de gestión museográfica del Museo de Historia de Cataluña entre 1996 y el 2008 y, posteriormente, responsable del proyecto del Museo Nacional de Historia, Arqueología y Etnología de Cataluña.
Entre 2011 y 2014 fue jefe del Servicio de Museos y de protección de Bienes Muebles del Departamento de Cultura, desde donde lideró proyectos como la redacción del Plan de Museos de Cataluña 2014-2020, el anteproyecto de creación de un clúster de museos en la montaña de Montjuic, la coordinación y seguimiento de los Servicios de Atención a los Museos o la elaboración, tramitación y seguimiento de los Acuerdos de Financiación entre el Departamento de Cultura y el MAC, MHC y MNACTEC, entre otros.
A lo largo de su carrera, ha trabajado en más de cien proyectos expositivos y proyectos museológicos y museográficos y ha colaborado como docente en varios programas universitarios.

### Dirección de Archivos, Bibliotecas, Museos y Patrimonio
En septiembre de 2014 fue nombrado Director del Museo de Historia de Cataluña, cargo que abandonó el 2016 para pasar a ser director general de Archivos, Bibliotecas y Museos de la Generalidad de Cataluña. En 2017 asumió la dirección de la Agencia Catalana de Patrimonio.